# ميخائيل جوزيف سميث
ميخائيل جوزيف سميث (بالإنجليزية: Michael Joseph Smith)‏ هو عازف جاز وملحن أمريكي، ولد في 13 أغسطس 1938 في كنتاكي في الولايات المتحدة.